# Юлдашев, Муроджон
Муроджон Юлдашев (узб. Murodjon Yuldoshev; род. 9 августа 1995) — узбекский дзюдоист, выступающий в весовой категории до 73 кг. Бронзовый призёр чемпионата мира 2023 года, чемпион Азиатских игр 2022 года, серебряный призёр чемпионата Азии 2022 года.

## Биография
Муроджон Юлдашев родился 9 августа 1995 года.

## Карьера
На взрослом чемпионате Азии 2022 года, который состоялся в Нур-Султане, стал обладателем серебряной медали. В поединке за золото уступил сопернику из Казахстана Данияру Шамшаеву.
В 2023 году стал победителем турнира Большого шлема в Ташкенте.
На чемпионате мира 2023 года, который состоялся в Дохе, узбекский спортсмен завоевал бронзовую медаль. В поединке за третье место он сумел победить спортсмена из Канады Артура Маржелидона. 